# Reda (socken)
Reda (kinesiska: 热打, 热打乡) är en socken i Kina. Den ligger i provinsen Sichuan, i den sydvästra delen av landet, omkring 460 kilometer väster om provinshuvudstaden Chengdu. Antalet invånare är 3521. Befolkningen består av 1 717 kvinnor och 1 804 män. Barn under 15 år utgör 26,0 %, vuxna 15-64 år 68 %, och äldre över 65 år 4,0 %.
Genomsnittlig årsnederbörd är 643 millimeter. Den regnigaste månaden är juli, med i genomsnitt 193 mm nederbörd, och den torraste är november, med 1 mm nederbörd.